# Harava-Kauttio
Harava-Kauttio är en ö i Finland. Den ligger i sjön Syväri och i kommunen Kuopio i den ekonomiska regionen  Kuopio ekonomiska region  och landskapet Norra Savolax, i den centrala delen av landet, 400 km nordost om huvudstaden Helsingfors. Öns area är 2,6 hektar och dess största längd är 300 meter i sydöst-nordvästlig riktning.